# Museu Juan Manuel Fangio

O Museu Juan Manuel Fangio é um museu de carros de corrida, dedicado ao piloto de Fórmula 1 Juan Manuel Fangio, está localizado na cidade de Balcarce, província de Buenos Aires, Argentina.
O museu abriu em 1986, na presença do pentacampeão de Fórmula 1 Juan Manuel Fangio. Localizado a poucos quarteirões de onde nasceu Fangio, o museu abriga uma coleção de carros, troféus, fotografias e outras recordações. O museu ocupa uma superfície total de 4.600 metros quadrados e está dividido em seis andares. A coleção de carros tem mais de 50 carros .

## Principais carros de corrida
- McLaren Honda MP4/3B
- Brabham BT 36
- Toyota Eagle MK II
- Renault RE 30B
- McLaren MP4/10
- Sauber Mercedes-Benz C9
- Penske PC-23 Mercedes-Benz
- Alfa Romeo 308
- Mercedes-Benz W196
- Maserati 250F
- Lancia-Ferrari D50
- Simca Gordini T15
- Simca-Gordini T15S Compresseur
- Arrows A21
- Maserati 300S
- Lola T96/20

## Outros carros notáveis
- Mercedes-Benz C111
- Mercedes-Benz 300SL
- Mercedes-Benz 300 Coupe

## Visitantes notáveis
- Juan Manuel Fangio
- José Froilán González
- Stirling Moss
- Jackie Stewart
- Clay Regazzoni
- Luigi Villoresi
- Phil Hill
- Carroll Shelby